# علیرضا عباسی (بازیکن فوتسال)
(زادهٔ ۴ مرداد ۱۳۶۶ در تهران) بازیکن سابق فوتسال و مربی و آنالیزور فوتسال اهل ایران است.

## پیشینه
پست تخصصی علیرضا عباسی در تیم های باشگاهی فوتسال و تیم ملی دانشجویان ایران مهاجم بوده است.